# Lago (Texas)
Lago és una concentració de població designada pel cens dels Estats Units a l'estat de Texas. Segons el cens del 2000 tenia 246 habitants.

## Demografia
Segons el cens del 2000, Lago tenia 246 habitants, 56 habitatges, i 53 famílies. La densitat de població era de 2.374,5 habitants/km².
Dels 56 habitatges en un 50% hi vivien nens de menys de 18 anys, en un 78,6% hi vivien parelles casades, en un 14,3% dones solteres, i en un 3,6% no eren unitats familiars. En el 3,6% dels habitatges hi vivien persones soles el 3,6% de les quals corresponia a persones de 65 anys o més que vivien soles. El nombre mitjà de persones vivint en cada habitatge era de 4,39 i el nombre mitjà de persones que vivien en cada família era de 4,44.
Per edats la població es repartia de la següent manera: un 37% tenia menys de 18 anys, un 9,8% entre 18 i 24, un 26% entre 25 i 44, un 19,1% de 45 a 60 i un 8,1% 65 anys o més.
L'edat mediana era de 26 anys. Per cada 100 dones de 18 o més anys hi havia 82,4 homes.
Entorn del 54,3% de les famílies i el 70,1% de la població estaven per davall del llindar de pobresa.

## Poblacions més properes
El següent diagrama mostra les poblacions més properes.